# OpenDoc
OpenDoc（オープンドック）は、Apple Computer（現Apple）が開発した、コンパウンド・ドキュメントと、ドキュメント中心の操作実現する技術で、Apple版OLEと言える。コードネームはBento。

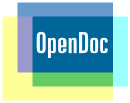
OpenDocロゴ

「オープン」が付くことから分かるように、公開された技術である。このOpenDoc に協賛したIBMをはじめとする各社がコンポーネント・インテグレーション・ラボラトリーズを組織し、Windows版、OS/2版を開発したが、ほとんど活用されることなく姿を消した。OpenDocを使用したものとして、ウェブブラウザやメールクライアントなどを統合したAppleのCyberdogがある。また、クラリスワークス（後のAppleWorks）や Netscape Navigator もOpenDocに対応する計画があった。

## OpenDoc以前
Appleは、OpenDocを開発する前に「発行と引用」を開発していた。これは、同機能に対応したワープロソフトなどで作成した書類を発行すると、ほかのアプリケーションで作成中の書類にほぼそのままの形で引用することができるというものであった。これはクリップボードとは違い、引用後に発行側のデータを編集すると引用側にも反映される。同機能に対応した代表的なアプリケーションにNisusWriterやEGWORD、Actaなどが挙げられる。

## OpenDocでの文書の作成手順
OpenDocは大きくわけて、従来のアプリケーションに当たるパートエディタと、エディタが提供するパート、作成されたドキュメントからなり、基本的には以下の手順で作成していく。
1. ドキュメントのひな形を開く
2. 開いたドキュメントに、必要なパート（ひな形と同じもの）をドロップしフレームを作成する
3. フレームのレイアウトを決める
4. パートエディタで編集する（パートを選択した時点でエディタが切り替わっている）
5. 必要に合わせて2～4を繰り返す

※コンテナパートでないとほかのパートを含むことはできない。

## 敗因
OpenDocは設計上大きな問題はなく、技術面に否定的な要素は見当たらない。にもかかわらず普及を果たせなかった背景には、幾つかの大きな問題があった。
劇的な方針変更
Appleが1997年3月、OpenDocを次期オペレーティングシステムから廃止しNextStepベースの新オペレーティングシステム、コードネーム「Rhapsody」への移行を宣言する。この年のWWDC でAppleは、Mac OS上のソフトをオペレーティングシステムごと床に捨ててRhapsodyを拡げたらソフトメーカが大勢やってきてRhapsody用にソフトを開発し、（会社を家族にみたてた）Apple家が幸福になったというプロモーション映画を作って上映し、困惑した一部のデベロッパーの激怒を買っていた。このような劇的な方針変更も理由であった。
Javaの台頭
JavaとOpenDocは全く異なる用途・技術であるが、どちらもソフトウェアをコンポーネント（小部品）で構成する技術として宣伝した。このため、コンポーネントはJavaで提供すればよくOpenDocは不要だという認識が生まれた。
開発の遅れ
OpenDoc は、IBM（OS/2用を開発）、ノベル（Windows用を開発）、Apple（Mac OS用を開発）の3社連合で開発した。このため、マルチプラットホームを目指し、仕様の統一にエネルギーを費やし開発に遅れが生じた。結局、ノベルは途中で断念し、IBMは後にOS/2そのものを断念した。つまり、結局開発できなかった他のプラットホームにあわせるために開発が遅れたという問題がおきた。
また、Macintoshに限っていえば、OpenDocは本来次期Mac OSであるCoplandを前提に考えていたシステムであった。しかし、Coplandの断念により、従来のMac OS向けに実装することとなり、これが障害となった。例えば、本来次世代オペレーティングシステムがカバーするはずだったマルチスレッド機能をOpenDocの中に変則的に組み込むという追加作業が発生していたといわれる。
Windows版の頓挫
当時、パーソナル・コンピュータの市場を実質上独占していたのはWindowsオペレーティングシステムであるが、ノベルのWindows版OpenDocの開発断念から、Windows版の提供が実現しなかった。

## その後のOpenDoc
2007年、ファイルメーカー社（現・クラリス）がMac OS X v10.5向けに "Bento" という個人向けデータベースソフトを発表、2008年には正式版を発売開始した。様々なファイルをCSV形式に変換してデータベースに読み込み、iCalに登録されているスケジュールや、アドレスブックに登録されているアドレスと関連づけて検索できるというもので、OpenDoc より限定されたコンセプトであるが、OpenDoc との技術的関連が取り沙汰されている。
また System 7.1 以降 OpenDoc 以前からの機能として、あらゆる文書ファイルに「ひな形」という属性が用意されている。この機能は macOS でも残っており、Finder の「情報を見る」から設定できる。 ひな形に設定したファイルは以降文書テンプレートとしてのみ機能する。（通常はファイルを直接編集することはできず、例えば「開く」操作を実行すると、テンプレートをベースにしたファイルが新規に作成される）。 このテンプレート化の容易さにより、ドキュメント中心の作業が一応可能になる。